# Le Tour du cadran
Ne pas confondre avec Le Tour du cadran, un vaudeville d'Hector Crémieux et d'Henry Bocage.
Le Tour du cadran (en allemand : Zwischen neun und neun) est le troisième roman de Leo Perutz, publié en 1918.
Le personnage principal, Stanislas Demba, est étudiant. Après avoir volé trois livres à la bibliothèque, il décide de les revendre. Lors de la vente du troisième, l'acheteur, suspicieux, appelle la police et Demba échappe de peu aux policiers en se jetant par une fenêtre ; or ceux-ci lui avaient déjà mis les menottes. Pendant tout le roman, vingt chapitres pour vingt-quatre heures, Stanislas Demba erre dans Vienne, engoncé dans une longue pèlerine, pour chercher du secours et quelque argent ; d'où des situations grotesques, drôles et dramatiques, dans lesquelles le personnage se débat.
À sa parution en 1918, le roman est un succès populaire.
Le roman attire l'attention d'Hollywood puisque les droits du livre sont achetés en 1920 par la M.G.M. qui toutefois n'en fait rien. Le cinéaste F. W. Murnau a souhaité, en vain, les racheter en 1925. Quant à Alfred Hitchcock, il avoue dans ses entretiens avec François Truffaut qu'il s'est inspiré du roman de Perutz pour son film Les Cheveux d'or (The Lodger).

## Source
1. 1 2  Avant-propos de Jean-Jacques Pollet dans l'édition du roman parue chez Christian Bourgois éditeur  (ISBN 978-2267023374).